# بابل (موسیقی متن)
| بررسی انتقادی | بررسی انتقادی |
| منبع          | رتبه‌بندی      |
| ------------- | ------------- |
| آل‌میوزیک      | [ ۱ ]         |
| ساوندترک.نت   | [ ۲ ]         |
| فیلم‌ترکز      | [ ۳ ]         |

بابل (انگلیسی: Babel) آلبوم موسیقی متن اصلی فیلمِ آمریکایی بابل با برچسب کنکورد رکوردز است که در سال ۲۰۰۶ منتشر شد. فیلم بابل به کارگردانی الخاندرو گونسالس اینیاریتو نامزد دریافت جایزه اسکار و برنده جوایز گلدن گلوب سال ۲۰۰۶ بود که در آن ستارگانی چون برد پیت، کیت بلانشت، آدریانا بارازا، گائل گارسیا برنال، رینکو کیکوچی و کوجی یاکوشو نقش‌آفرینی کردند. کوجی یاکوشو. آهنگسازِ موسیقی فیلم و ترانه‌ها گوستابو سانتائولایا بود و البته برخی قطعات منفرد را آهنگسازان دیگری ساخته بودند که در زیر بدان اشاره شده است.
این آلبوم موسیقی برنده جایزه اسکار بهترین موسیقی فیلم و جایزه بفتای بهترین موسیقی متن فیلم شد. این آلبوم همچنین نامزد دریافت جایزه گلدن گلوب بهترین موسیقی بود که البته آن را به فیلم پرده رنگی واگذار کرد.
در صحنه پایانی فیلم یک قطعه موسیقی به‌نام «بیبو نو آئوزورا» از آثار ریوئیچی ساکاموتو به‌کار رفته است. ساکاموتو پیش از این برنده جایزه بفتا، گلدن گلوب، گرمی و اسکار برای موسیقی آخرین امپراتور شده بود.

## فهرست قطعات و ترانه‌ها

### سی‌دی ۱
1. «تازارین» - گوستابو سانتائولایا
2. «مرا بدان عادت دادی» - چابلا بارگاس
3. «سپتامبر/جوکر»(ریمیکس اِیسز های/شینیچی اوساوا) - ارت، ویند اند فایر / فتبوی اسلیم
4. «تبعید/ایگوآزو» - گوستابو سانتائولایا
5. «شهروند جهانی - ناامید نخواهم شد» - دیوید سیلوین/ریوئیچی ساکاموتو
6. «کومبیا بر رودخانه» - بلانکیتو من/کنترل مشاتی/سلسو پینیا
7. «پینهان کردنش» - گوستابو سانتائولایا
8. «شاهکار» - ریپ اسلایم
9. «اتوبوس‌سواری کویر»- گوستابو سانتائولایا
10. «بیبو نو آئوزورا/پرواز بی‌انتها/بابل» - ریوئیچی ساکاموتو/ژاکیز مورلنبائوم/اِوِرتون نلسون/گوستابو سانتائولایا
11. «قبیله‌ای» - گوستابو سانتائولایا
12. «برای اینکه بازآیی» - چاپو د سینالوآ
13. «بابل» - نورتک کالکتیو
14. «صبح کویر آملیا» - گوستابو سانتائولایا
15. «عصارهٔ زندگی» - توکانِس دِ تیخوآنا
16. «روح دَمنده» - گوستابو سانتائولایا
17. «آفتاب کورکننده» - گوستابو سانتائولایا[۵]

### سی‌دی ۲
1. «تنها عشق بر نفرت فائق می‌آید»- ریوئیچی ساکاموتو
2. «پانچانگون» - ایمکومپارابلس
3. «دو دنیا، یک قلب» - گوستابو سانتائولایا
4. «تماس تلفنی» - گوستابو سانتائولایا
5. «گِکو» - سوسومو یوکوتا
6. «هدف» - گوستابو سانتائولایا
7. «زن زیبا» - ایمکومپارابلس
8. «به درون وحشت» - گوستابو سانتائولایا
9. «درون را بنگر» - گوستابو سانتائولایا
10. «استاد» - گوستابو سانتائولایا
11. «آه ژولیت من!» - تاکاهاشی فوجی
12. «عابد»- گوستابو سانتائولایا
13. «بوسهٔ کاچیکوریس» - دانیل لونا
14. «قدم زدن در توکیو» - گوستابو سانتائولایا
15. «ملاقات‌کنندگان» - حمزه علاءالدین
16. «عبارت صبحگاهی» - گوستابو سانتائولایا
17. «تحسین من» - آگوآ کالینته
18. «پوست زمین» - گوستابو سانتائولایا
19. «بیبو نو آئوزورا/۰۴» - ریوئیچی ساکاموتو/ژاکیز مورلنبائوم